# مقتل محمد النعيم
محمد علي حسن النعيم هو ناشط فلسطيني يبلغ من العمر 27 عامًا من غزة قُتل برصاص جنود إسرائيليين بالقرب من حاجز إسرائيل-غزة في حقل زراعي شرق عبسان الجديدة حوالي الساعة 5:40 صباحًا يوم 23 فبراير 2020. واكتسب القتل سمعة سيئة بسبب لقطات تظهر جرافة للجيش الإسرائيلي تشوه الجثة وتُقطع أوصالها أثناء محاولتها رفعها.

## الحادث
أفادت مصادر إسرائيلية أن فلسطينيين اقتربا من الشريط الحدودي شرقي خان يونس بنية وضع عبوة ناسفة بالقرب منه. أطلقت القوات الإسرائيلية، التي كانت تراقبهم، ثلاث قذائف مدفعية وفتحت نيران أسلحتها الرشاشة، ما أدى إلى استشهاد النعيم وإصابة شريكه. وأفادت مصادر فلسطينية ان النعيم قُتل على بعد 100 متر إلى 200 متر من الشريط الحدودي.
وقام فلسطينيون في الجوار، بصفتهم المستجيبين الأوائل، بعدة محاولات لإخلاء الجثة لكن نيران إسرائيلية طردتهم.

في نهاية المطاف، أُرسلت جرافة مصفحة تحميها دبابة ميركافا عبر بوابة في السياج لانتزاع جثة النعيم. وفي الوقت نفسه، قام ثلاثة فلسطينيين هم محمد خالد النجار (19)، وأحمد سمير النجار (20)، ومعتز حسن النجار (21) بمحاولة أخرى لإخلاء الجثمان، لكن الجرافة زحفت باتجاههم فأسرعت باتجاههم وأطلق الجنود النار عليهم. أصيب محمد ومعتز في سيقانهما واضطرا للتخلي عن محاولة الإخلاء. وبحسب إفادة معتز الخطية، أشار الثلاثي للجنود بأنهم مدنيون:
"خلعنا ملابسنا العلوية، وبقينا في قمصاننا الداخلية، وأخذنا نقالة. تقدمنا نحو الشخص الذي كان ملقى على الأرض، بينما رفعنا أيدينا في الهواء لنظهر للجنود أننا مدنيون. مشينا حوالي 40 مترًا عندما أطلق جنود الاحتلال عدة رصاصات نحونا، وسمعت صوت الرصاص يطن بالقرب منا ورأيت الرمال تتطاير من حولنا، واستلقينا على الأرض للحظة، ثم نهضنا مرة أخرى واستمرنا في التقدم حتى وصلنا إلى الشخص المستلقي على الأرض، وعندما وصلنا إليه، رأيت أنه يرقد بلا حراك وأنه مصاب في رأسه ووجهه وأجزاء مختلفة من جسده. كانت أحشائه خارج بطنه وجسده مغطى بالدماء. رأيت آخر جريح ملقى على بعد حوالي 15 مترًا. وضعناه على نقالة ونقلناه لمسافة 20 مترًا. في تلك اللحظة، فتح الجنود الإسرائيليون النار علينا، فتعثرنا وسقط [الشخص الذي كان على النقالة] على الأرض. "
دهست الجرافة الجثة ثم رفعتها بالمحراث وقلبتها في الهواء قبل نقلها إلى الجانب الإسرائيلي من الحدود. وبحسب النجار، الصحفي المقيم في غزة، الذي صور الحادث، فإن «الجرافة قامت بعدة محاولات فاشلة لانتزاع جثته بعنف بشفرتها فقط، حتى شوهت جسده وقطعت أوصاله وتمكن الناس من انتشال أجزاء من ساقيه التي دفنتها الأسرة». وبحسب إفادة الشاهد علاء قديح، التي نقلتها صحيفة الميزان، فإن الجرافة بقيت لمدة ثلاث دقائق والدبابة لمدة 20 دقيقة، وبعدها قام هو وآخرون بجمع الأجزاء المتبقية من الجثث:
"رأيت الجرافة تتقدم وتسير على الجثة. تراجع الشاب الذي حاول إخلائه بعد ذلك باتجاه شارع جكر. ثم رأيت الجرافة تحاول رفع الرجل بشفرتها وإسقاطه على الأرض عدة مرات. واستمر هذا الأمر. قرابة ثلاث دقائق وسط إطلاق نار متقطع من قبل جنود الاحتلال الإسرائيلي، ثم رفعته الجرافة عن قميصه بملعقة نصلها، واتضح أنه ساكن وجسده يتدلى، وكان مشهدًا مروعًا. جرّته الجرافة إلى الجانب الآخر من السياج، وبقيت الدبابة في المنطقة حوالي 20 دقيقة قبل أن تنسحب أيضًا إلى الجانب الآخر من السياج. وبمجرد انسحاب القوات [الإسرائيلية] توجهت أنا وعدد من الشباب باتجاه المنطقة وعثرنا على أشلاء من رأس الشخص، وجمعنا الرفات ونقلناها إلى سيارة الإسعاف ".
وعُرّفت هوية النعيم على أنه عضو في سرايا القدس الجناح العسكري لحركة الجهاد الاسلامي. وخلفه زوجته هبة وابنه حمزة ووالدته ميرفت.

## ردود فعل
صوّر النجار وآخرين تظهر جثة متدلية من شفرة جرافة الجيش الإسرائيلي انتشرت على وسائل التواصل الاجتماعي وأثارت حنقًا وغضبًا في غزة. أطلقت حركة الجهاد الإسلامي صواريخ وردت إسرائيل بعدة غارات جوية على غزة وسوريا، مما أدى إلى إصابة أربعة فلسطينيين وقتل اثنين من سرايا القدس في دمشق. زياد أحمد منصور 23 سنة وسالم احمد سليم 24.
وقال فوزي برهوم، الناطق باسم حماس، في بيان: "القتل المتعمد للاحتلال الصهيوني لشاب بريء على طول محيط قطاع غزة وإساءة معاملة جثته على مرأى من الجميع جريمة شنعاء أخرى تضاف إلى سجل جرائمه البشعة. على حساب شعبنا الفلسطيني" ووعد بالانتقام.
وأشاد وزير الدفاع الإسرائيلي، نفتالي بينيت، بمعالجة الجيش للحادث، وغرد : "أؤيد الجيش الإسرائيلي الذي قضى على الإرهابيين وجمع الجثث. هذا ما نحتاجه وهكذا سنتصرف". وقال إنه يجب استخدام جثث الفلسطينيين كورقة مساومة للتفاوض على إعادة جثتي أورون شاؤول وهادار غولدين، وهما جنديين إسرائيليين قتلتهما حماس خلال حرب غزة عام 2014. وصفت عايدة توما سليمان، عضو الكنيست الفلسطيني من القائمة المشتركة، بينيت بـ "وزير الموت والوحشية". ووصف عوفر كاسيف، عضو الكنيست اليهودي من نفس الحزب، اختطاف الجثة بأنه "مصاص دماء مقزز ومتعطش للدماء". وطبقاً للميزان، فقد احتجزت إسرائيل جثث 58 فلسطينياً منذ أبريل / نيسان 2016.
صرح مركز عدالة القانوني لحماية حقوق الأقلية العربية في إسرائيل أن "الأفعال الموضحة في الفيديو [هي] جرائم حرب وانتهاكات صارخة للقانون الجنائي الدولي والقانون الدولي لحقوق الإنسان والقانون الدولي الإنساني " وطالب الجيش بفتح مرتكب جريمة تحقيق.
في 2 آذار / مارس 2020، أرسل مركز الميزان والعديد من المنظمات الحقوقية الأخرى المنخرطة في الصراع الإسرائيلي الفلسطيني، رسالة مشتركة إلى المقرر الخاص للأمم المتحدة المعني بتدنيس جسد النعيم وإصابة الشباب الذين حاولوا اخلوها.
وطالبت والدة النعيم ميرفت إسرائيل بإعادة جثة ابنها.

## روابط خارجية
- غضب جراء قيام القوات الإسرائيلية بقتل فلسطيني واستخدام جرافة لأخذ جثته، 24 فبراير، 2020. تي ار تي وورلد. موقع YouTube.
- جرافة إسرائيلية تسحب جثة فلسطيني، 23 فبراير، 2020. عين الشرق الأوسط. موقع YouTube.
- ذبح بواسطة جرافة، 17 مارس، 2020. حمزة أبو الطرابيش. الانتفاضة الالكترونية .
- تضحية فلسطينية هذا الأسبوع، سلمتها جرافة إسرائيلية، 27 فبراير، 2020. جدعون ليفي. هآرتس